# Facelift

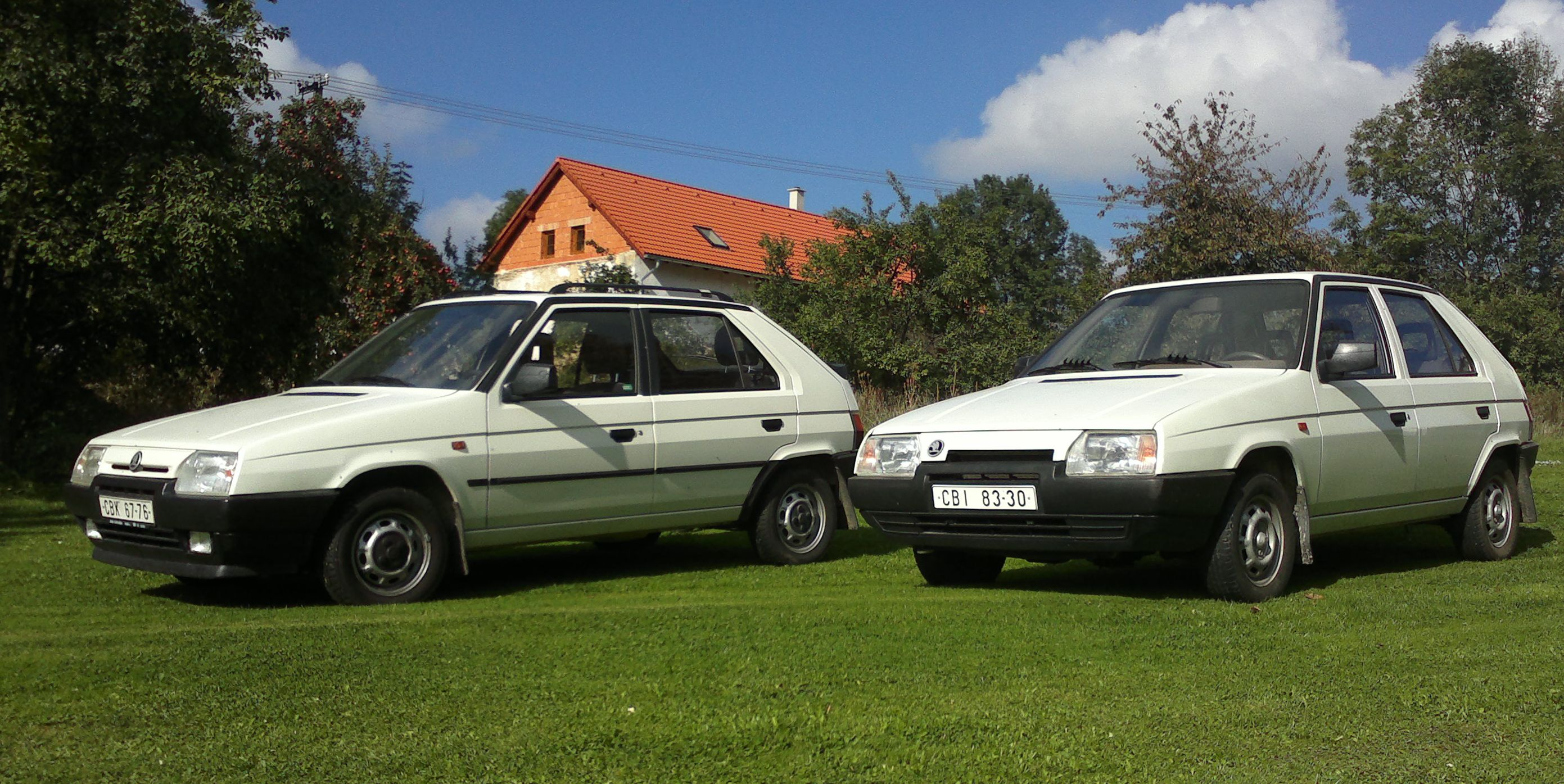
Faceliftovaný a původní model Škody Favorit

Facelift (angl. plastická operace obličeje) znamená obecně omlazení. Pojem se využívá jak v automobilovém průmyslu tak také v plastické chirurgii.

## Facelift automobilů
Ve výrobě automobilů se jedná o menší „kosmetickou“ změnu vzhledu. Během výroby jednoho typu automobilu může automobilka přikročit ke změně designu. Tato změna může být použita z důvodu sjednocení designu s mladšími modely nebo použití novějších doplňků. Jedná se o prodloužení „života“ modelu, aby byl konkurenceschopný do doby, než přijde nová generace. Technický základ vozu ale přitom zůstává stejný. Změny probíhají jak v interiéru tak v exteriéru. V rámci faceliftu může být upravena i nabídka pohonných jednotek. Někdy dokonce bývá změněno jméno, jako se stalo například při faceliftu Volkswagenu Passat CC, kdy se jméno zkrátilo na Volkswagen CC.

## Facelift v plastické chirurgii
V plastické chirurgii se jedná o omlazení obličeje. Omlazení může být docíleno pomocí vypnutí a vyhlazení kůže v obličeji a na krku. Dále se tento zákrok kombinuje s odstraněním přebytečné kůže. Pro vypnutí kůže se nejčastěji používá kyselina hyaluronová, která dokáže velmi dobře vázat molekuly vody. Takto lze pomocí zákroku dosáhnout vypnutí kůže v požadovaných místech (nejčastěji oční víčka). Jedná se tedy o kombinací dvou typů zákroků a to zákrok plastického chirurga, který odstraní přebytečnou kůži a zákrok dermatologa, který po odstranění přebytečné kůže vytvaruje ošetřená místa tak, aby bylo dosaženo cíleného efektu, tedy omlazení obličeje.